# Incident de l'USS Liberty
Pour les articles homonymes, voir Liberty.
Notes
* Les deux pays attribuent officiellement l'attaque israélienne à une erreur dans l'identification du bâtiment.
Guerre des Six Jours
L'incident de l'USS Liberty désigne une attaque effectuée par l'armée israélienne le 8 juin 1967 dans les eaux internationales au large de la péninsule du Sinaï, pendant la guerre des Six Jours, sur le navire de recherche technique (en) de l'US Navy USS Liberty qui collectait des renseignements pour le compte de la NSA.
L'attaque, menée de manière combinée par des avions de chasse des forces aériennes israéliennes et des vedette-torpilleurs de la marine israélienne, tue 34 Américains (officiers de marine, marins, deux US Marines et un civil) et fait au moins 171 blessés. Le bâtiment, qui se trouve alors à 
environ 25,5 milles marins (47 km) au nord-ouest de la ville égyptienne d'El-Arish,, est gravement endommagé.
Israël présente ses excuses pour l'attaque, indiquant que l'USS Liberty avait été pris pour cible par erreur après avoir été identifié comme étant un navire égyptien. Le gouvernement israélien et le gouvernement américain conduisent des enquêtes et produisent des rapports qui concluent tous deux que l'attaque avait été due à une confusion par les forces israéliennes sur l'identité du navire ; cependant d'autres observateurs, parmi lesquels plusieurs survivants à l'attaque, ont rejeté ces conclusions et maintiennent que cette attaque était délibérée.

## L'USSLiberty
L'USS Liberty était à l'origine le cargo civil léger Simmons Victory (7 849 t), produit en masse selon la conception des Victory ships, qui succédèrent aux Liberty ships, utilisés pendant la Seconde Guerre mondiale pour ravitailler le Royaume-Uni et les troupes américaines déployées en Europe. Il est acquis par l'United States Navy, converti en Auxiliary Technical Research Ship (AGTR) et est déployé en mission pour la première fois en 1965, au large des côtes de l'Afrique de l'Ouest. Il mènera à bien plusieurs opérations pendant les deux années qui suivent.

## Déroulement de l'attaque sur l'USSLiberty

### Événements ayant conduit à l'attaque
Pendant la guerre des Six Jours entre Israël et plusieurs pays arabes, les États-Unis optent pour le statut de pays neutre. Sept jours avant le déclenchement des hostilités, l'USS Liberty reçoit l'ordre de se rendre à l'Est de la mer Méditerranée pour y mener une mission de collecte de renseignements électronique (SIGINT) depuis les eaux internationales situées au nord de la péninsule du Sinaï, en Égypte. Lorsque le conflit débute, des mesures sont prises pour garantir la sécurité du navire, plusieurs messages sont envoyés à l'USS Liberty afin que celui-ci augmente sa « distance minimale d'approche » permise (en anglais : closest point of approach - CPA) de 12,5 milles marins (23 km) des côtes égyptiennes et 6,5 milles marins (12 km) des côtes israéliennes à respectivement 20 milles marins (37 km) et 15 milles marins (28 km) puis par la suite à 100 milles marins (185 km) des côtes des deux pays. Malheureusement, en raison d'un routage et d'une transmission inefficaces des messages, ces ordres d'augmenter la CPA ne seront reçus qu'après l'attaque.
Selon les sources israéliennes, le 5 juin au début du conflit, le général Yitzhak Rabin (alors chef d'état-major des Forces de défense d'Israël) informe le commander Ernest Carl Castle, l'attaché naval américain à Tel Aviv, qu'Israël défendrait ses côtes avec tous les moyens à sa disposition, y compris en coulant tout bâtiment non-identifié. Par ailleurs, il demande aux États-Unis de maintenir ses bâtiments à bonne distance des côtes d'Israël ou, au moins, d'informer Israël de leur position exacte,.
Les sources américaines affirment qu'aucune demande concernant les navires dans cette zone n'avait été formulée avant que le Liberty ne soit attaqué. Dans un message envoyé par le secrétaire d'État des États-Unis Dean Rusk à l'ambassadeur américain Walworth Barbour à Tel Aviv, Rusk demande une « confirmation » urgente des déclarations d'Yitzhak Rabin. Barbour répond : « Aucune demande d'information sur les navires américains opérant au large du Sinaï n'a été effectuée avant l'incident du Liberty ». Barbour d'ajouter : « Si les Israéliens avaient fait une telle demande, celle-ci aurait été immédiatement transmise au commandant en chef des opérations navales et le département d’État en aurait été informé,. »
Lorsque la guerre éclate, le capitaine du Liberty William L. McGonagle (en) demande immédiatement au vice-amiral William I. Martin au quartier-général de la Sixième flotte des États-Unis d'envoyer un destroyer en protection du Liberty pour lui servir d'escorteur et de centre de communication auxiliaire. Le lendemain, 6 juin, l'amiral Martin répond : « Le Liberty est clairement identifié comme un bâtiment des États-Unis, il se trouve dans les eaux internationales, ne participe pas au conflit et n'est donc pas une cible potentielle pour une attaque par quelque nation que ce soit. Demande refusée, ». Il promet cependant que dans l'hypothèse improbable d'une attaque par inadvertance, des chasseurs de la VIe flotte seraient sur zone dans les 10 minutes.
Dans le même temps, le 6 juin, aux Nations unies, en réponse aux plaintes de la République arabe unie accusant les États-Unis de soutenir Israël dans le conflit, l'ambassadeur américain Arthur Goldberg déclare au Conseil de sécurité que les avions de la VIe flotte se trouvaient à plusieurs centaines de milles du conflit, indiquant que les éléments de la VIe flotte étaient éloignés de la zone du conflit. Lorsque la déclaration est faite, cela correspond à la réalité des faits, puisque le Liberty, désormais rattaché à la VIe flotte, se trouve alors au centre de la mer Méditerranée, entre la Libye et la Crète, mais il se rapprochera jusqu'à 13 milles marins (24 km) au nord de la péninsule du Sinaï.
Dans la nuit du 7 juin (heure de Washington), et au matin du 8 juin à 1 h 10 UTC ou 3 h 10 heure locale, le Pentagone donne l'ordre au quartier-général de la VIe flotte de demander au Liberty de ne pas se rapprocher à plus de 100 milles marins (185 km) d'Israël, de la Syrie ou de la côte du Sinaï (Oren, p. 263):5, 58 (Exhibit N).
D'après la Commission d'enquête navale américaine:23 ff, 111 ff et l'histoire officielle de la National Security Agency, l'ordre de se retirer n'est envoyé sur les fréquences radio utilisées par l'USS Liberty pour recevoir ses ordres qu'à 15 h 25 Zulu, plusieurs heures après l'attaque, en raison d'une longue série de problèmes administratifs et de problèmes de routage des messages. L'US Navy affirme qu'un important volume de messages à haute priorité sans lien avec le Liberty, parmi lesquels des renseignements liés au conflit, étaient alors en cours de traitement et que ce volume inhabituel, combiné au manque d'opérateurs radio qualifiés, avait contribué au retard dans l'envoi de l'ordre de retrait:111 ff.

### Contact visuel
Des témoignages de marins combinés au journal de bord s’accordent à dire que le Liberty est survolé à plusieurs reprises et en plusieurs lieux, dans la matinée du 8 juin, par des avions des Forces aériennes israéliennes. Le premier appareil à survoler le navire est un avion de type Nord Noratlas, il est suivi de deux chasseurs non-identifiés à ailes delta vers 9 h 0 (heure du Sinaï, GMT+2). Les membres d’équipage de l’USS Liberty affirment qu’un des Noratlas volait si près du Liberty que le bruit de ses moteurs avait secoué les plaques sur le pont du navire et que les pilotes et les membres d’équipage s’étaient adressé un signe de la main. Il sera par la suite rapporté, basé sur des sources des Forces de Défense d’Israël, que ces survols étaient une coïncidence et que ces avions étaient à la recherche d’un sous-marin égyptien localisé précédemment près de la côte.
Vers 5 h 45 (heure du Sinaï), un rapport relatif à l’observation d’un navire est reçu au Commandement central côtier (CCC) israélien à propos du Liberty, qui est identifié par un observateur aérien comme étant « apparemment un destroyer, naviguant à 70 milles à l’ouest de Gaza ». Le navire est marqué avec une pastille rouge sur la table de contrôle du CCC, indiquant qu’il s’agissait d’un bâtiment non-identifié. Vers 6 h 0, l’observateur aérien rapporte que le navire ressemblait à un ravitailleur de l’US Navy ; la pastille rouge est remplacée par une pastille verte indiquant qu’il s’agissait d’un bâtiment neutre, vers 9 h 0. Au même moment, le pilote d’un avion de chasse israélien rapporte qu’un navire situé à 20 milles au nord d’El-Arish avait tiré en direction de son avion alors qu’il tentait de l’identifier. Le commandement naval israélien envoie deux destroyers sur zone pour inspecter les environs, mais ils retournent à leur position initiale à 9 h 40 après que des doutes sont apparus lors du débriefing du pilote. Après l’atterrissage de l’observateur du Noratlas et son débriefing, le navire qu’il avait aperçu est identifié comme étant l’USS Liberty, à partir du marquage « GTR-5 » présent sur sa coque. La pastille de l’USS Liberty est retirée de la table de contrôle du commandement central côtier israélien à 11 h 0, sa position ayant été définie et considérée comme fixe.
À 11 h 24, le commandant des opérations navales israélien reçoit un rapport indiquant qu'El-Arish était bombardé depuis la mer. Une enquête sur la source du rapport est ordonnée pour déterminer sa fiabilité. Le rapport venait d’un officier de l’appui aérien à El-Arish. Dans le même temps, à 11 h 27, le Commandement suprême israélien à la tête des opérations reçoit un rapport indiquant qu’un navire bombardait El-Arish, mais que les obus étaient tombés en mer. Le journaliste d'investigation James Bamford a pu déterminer que l’USS Liberty n’était armé que de quatre mitrailleuses de calibre .50 montés sur son pont et qu’il ne pouvait donc pas bombarder la côte. Le Commandement des opérations ordonne que ce rapport soit lui aussi vérifié et que soit déterminé si des navires de la Marine israélienne se trouvait au large d'El-Arish. À 11 h 45, un nouveau rapport arrive au Commandement suprême affirmant que deux bâtiments s’approchaient de la côte au niveau d'El- Arish.
Ces deux informations sur le bombardement et les navires se rapprochant de la côte sont transmis par le Commandement suprême au Centre de contrôle des opérations de la marine. Le Commandant des opérations navales prend la menace au sérieux et, à 12 h 5, la Division 914 de torpilleurs est envoyée patrouiller en direction d’El-Arish.
La Division 914, connue sous le nom de code « Pagoda », se trouve alors sous le commandement du commandant Moshé Oren. Elle est composée de trois vedettes portant les numéros de coque : T-203, T-204 et T-206. À 12 h 15, la Division 914 reçoit l’ordre de patrouiller à une position située à 20 milles au nord d’El-Arish. Alors que le commandant Oren se rendait sur zone, il est informé par le Commandement des opérations navales du bombardement d'El-Arish et est informé que des avions des Forces ariennes israéliennes seraient envoyés après que la cible a été identifiée.
Le chef d’état-major Yitzhak Rabin craint alors que ce bombardement égyptien supposé soit un prélude à une opération de débarquement amphibie qui viendrait déborder les forces israéliennes par le côté. Rabin réitère l’ordre en vigueur de couler tout bâtiment non-identifié dans cette zone, mais il appelle également à la prudence, la présence de navires soviétiques ayant été rapportée à proximité.
À 13 h 41, les vedettes-torpilleurs détectent un navire inconnu à 20 milles au nord-ouest d’El-Arish et à 14 milles au large de la côte de Bardawil,. La vitesse du navire est estimée sur leurs radars. L’officier du Combat Information Center (en) à bord du T-204, l'enseigne Aharon Yifrah, rapporte à Moshé Oren, que la cible avait été détectée à une distance de 22 milles, que sa vitesse avait été observée pendant quelques minutes et qu'il avait été déterminé que la cible se déplaçait vers l'ouest à une vitesse de 30 nœuds (56 km/h). Ces données sont transmises au Centre de contrôle des opérations de la marine.
La vitesse de la cible est alors une donnée importante car elle permet de déterminer qu'il s'agissait d'un navire de combat. De plus, les forces israéliennes avaient reçu l'ordre de tirer sur tout bâtiment non-identifié dans la zone dont la vitesse dépassait les 20 nœuds (37 km/h), une vitesse qui, à l'époque, ne pouvait être atteinte que par des navires militaires. Le commandant des opérations navales demande aux vedette-torpilleurs de vérifier à nouveau leurs calculs. Yifrah recalcule à deux reprises et confirme ses premières observations,. Quelques minutes plus tard, le commandant Oren rapporte que la cible, qui se trouvait désormais à 17 milles de sa position, se déplaçait à une vitesse de 28 nœuds (52 km/h) avec un nouveau cap. Cependant, Bamford souligne que la vitesse maximale du Liberty était bien inférieure à 28 nœuds. Ses sources indiquent qu'au moment de l'attaque l'USS Liberty poursuivait sa mission d'interception de renseignements électroniques le long de la côte nord du Sinaï, à une vitesse d'environ 5 nœuds (9 km/h).
Les données relatives à la vitesse du navire, combinées à sa direction, laissaient penser qu'il s'agissait d'un destroyer égyptien rentrant précipitamment au port après avoir bombardé El-Arish. Les vedette-torpilleurs lancent la chasse, sans penser pouvoir le rejoindre avant qu'il n'atteigne l’Égypte. Aussi, le commandant Oren demande aux Forces aériennes l'envoi d'avions pour intercepter la cible,. À 13 h 48, le Commandant des opérations navales demande l'envoi d'avions de chasse dans la zone estimée du navire.

Le destroyer de la. La Marine égyptienne possédait des destroyers de cette classe en 1967.

Les Forces aériennes israéliennes envoient deux Mirage III qui arrivent au-dessus du Liberty vers 14 h 0. Le commandant de la formation, le capitaine Iftach Spector, tente d'identifier le navire. Il communique par radio à l'une des vedette-torpilleurs ses observations indiquant que le navire semblait être un bâtiment militaire avec une cheminée et un mât. Il indique également que le navire semblait être un destroyer ou un autre navire de petite taille du même type. Dans une déclaration qui sera faite après l'attaque, les pilotes indiqueront qu'aucune marque ou pavillon identifiable ne flottait sur le navire.
C'est à ce moment que le chef des renseignements des Forces aériennes, le colonel Yeshyahu Barekat, contacte l'attaché naval américain Castle afin d'avoir la certitude que le navire non-identifié était bien le Liberty. Castle lui aurait répondu ne pas avoir connaissance de la position exacte du Liberty, ce que Castle niera avoir dit par la suite. Au même moment, un échange radio enregistré a lieu entre un officier situé au quartier général du Commandement des systèmes d'armes, un contrôleur aérien et le responsable du contrôle aérien à propos de la présence possible d'un navire américain. Immédiatement après cet échange, à 13 h 57, le responsable du contrôle aérien, le lieutenant-colonel Shmuel Kislev, donne l'ordre aux Mirages d'attaquer,.

### Attaques aériennes et maritimes
Après avoir reçu l’ordre d’attaquer, les Mirage plongent en direction du navire et lui tirent dessus avec leurs canons de 30 mm et des roquettes. L’attaque est déclenchée quelques minutes seulement après que l’équipage du Liberty eut achevé un entraînement sur les mesures à prendre en cas d'attaque chimique, le capitaine McGonagle se trouve alors sur la passerelle. L'équipage est alors au repos (« stand-down mode »), les hommes ont leurs casques et leurs gilets de sauvetage retirés, le niveau de préparation au combat est de « condition trois modifiée » ce qui signifie alors que les quatre mitrailleuses de .50 calibre étaient pourvues en munitions, prêtes à être chargées et à tirer,. Huit hommes d'équipage sont tués immédiatement ou mourront peu après et 75 sont blessés. Parmi eux, le commandant McGonagle est touché à la cuisse droite et au bras. Pendant l'attaque, les antennes sont rompues, les citernes de gaz prennent feu et le pavillon du navire est renversé. McGonagle envoie une demande d'aide urgente à la VIe flotte, « Subissons attaque par un avion de chasse non identifié, demandons assistance immédiate ».
Les Mirage quittent la zone après avoir tiré toutes leurs munitions et sont remplacés par deux Dassault Mystère IV armés de bombes au napalm. Les Mystère lâchent leurs bombes sur le navire et le mitraillent avec leurs canons. La superstructure du navire prend feu,. Les Mystère s’apprêtaient à renouveler leur attaque lorsque la Marine israélienne, alertée par l'absence de riposte, informe Kislev que la cible pouvait être israélienne. Kislev demande aux pilotes de ne pas attaquer au moindre doute concernant l'identification et la Marine israélienne entre en contact rapidement avec l'ensemble de ses bâtiments dans la zone. Aucun bâtiment indiquant être la cible d'une attaque, les pilotes sont autorisés à poursuivre leur attaque. Cependant, Kislev est toujours troublé par l'absence de riposte et demande une dernière tentative d'identification du navire. Le capitaine Yossi Zuk, commandant de l'une des formations de Mystère, tente une identification tout en mitraillant le navire. Il rapporte alors ne pas apercevoir de drapeau, mais note le numéro GTR-5 présent sur la coque. Kislev ordonne alors que l'attaque soit immédiatement stoppée, devinant qu'il s'agissait d'un navire américain.
Le fait que le numéro de coque ait été inscrit en alphabet latin fait craindre au chef d'état-major Rabin que le bâtiment ait été soviétique. Bien que les navires de guerre égyptiens aient l'habitude de masquer leur identité en utilisant des marquages occidentaux, ils affichent habituellement des lettres et des chiffres arabes. Rabin ordonne aux vedette-torpilleurs de rester à une distance de sécurité du navire et envoie deux hélicoptères Super Frelon à la recherche de survivants. Ces communications radio sont enregistrées par Israël. L'ordre a également été enregistré dans le journal de bord des vedettes-torpilleurs, bien que commandant Oren affirmera ne pas l'avoir reçu. L'ordre de cessez-le-feu est donné à 14 h 20, vingt-quatre minutes avant que les vedettes-torpilleurs n'arrivent à la position de l'USS Liberty. À 14 h 35, l'USS Liberty est frappé par une torpille lancée à partir d'une des vedette-torpilleurs.
Pendant cet intervalle d'une quinzaine de minutes, les hommes d'équipage du Liberty déploient un grand drapeau américain afin d'être clairement identifiés. Pendant la première partie de l'attaque aérienne et avant que les vedettes-torpilleurs ne soient en vue, l'USS Liberty envoie des messages de détresse qui sont reçus à bord du porte-avions de la VIe Flotte, l'USS Saratoga. Le porte-avions USS America envoie huit avions. Ce bâtiment se trouve alors au milieu d'un exercice stratégique. Le vice-amiral William I. Martin rappellera les avions quelques minutes après leur décollage.

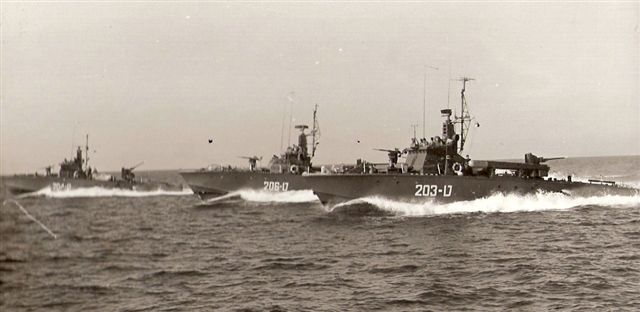
Vedettes lance-torpilles israéliennes en formation, vers 1967

McGonagle affirmera devant la Commission d'enquête de l'US Navy que pendant « les derniers instants de l'attaque aérienne, il a été noté que trois navires rapides se rapprochaient du navire par le nord-ouest à un angle d'environ 135 [degrés] à une distance d'environ 15 milles [nautiques]. Le navire était à l'époque encore sur sa route [vers l'ouest] à 283 [degrés], à une vitesse inconnue, mais estimée supérieure à cinq nœuds,:38. » McGonagle ajoutera qu'il « pensait que l'heure à laquelle les vedette-torpilleurs ont été aperçues pour la première fois… était environ 14 h 20 », que « ces navires semblaient adopter une formation en V avec le navire du milieu en pointe. La vitesse estimée de ces navires était de 27 à 30 nœuds » et qu'il « apparut qu'ils approchaient du bâtiment avec une attitude laissant penser qu'ils s'apprêtaient à lancer une torpille,:38 »
Lorsque les vedettes-torpilleurs s'approchent du Liberty, le commandant Oren peut désormais constater qu'il ne s'agit pas du destroyer qui avait supposément bombardé El-Arish ni d'un navire capable de se déplacer à une vitesse de 30 nœuds (56 km/h). Oren pense alors qu'il s'agissait d'un navire plus lent qui avait soit ravitaillé le destroyer ou évacué des soldats ennemis de la plage. Il donne l'ordre à son escadre de ne pas attaquer dans l'attente d'une meilleure identification « bien que cela était difficile en raison des nuages de fumée qui enveloppaient le navire ; seule sa proue, une partie de son pont et le bout de son mât pouvaient être discernés ». À 6 000 m, T-204 s'arrête et envoie un signal « AA » – « identifiez vous ». En raison des dégâts subis à son équipement, McGonagle ne peut répondre que « AA » à l'aide d'une lampe Aldis tenue à la main. Oren se souvient alors avoir reçu une réponse similaire du destroyer égyptien Ibrahim el Awal, capturé par Israël pendant la crise du canal de Suez et est alors convaincu qu'il est face à un bâtiment ennemi.
Il consulte un guide d'identification israélien des navires des flottes arabes et en conclut qu'il s'agissait du navire ravitailleur égyptien El Quseir, basé sur ses observations de la silhouette du navire, son château central et sa cheminée. Le capitaine de la vedette T203 parvient indépendamment à la même conclusion. Les vedette-torpilleurs s'organisent en formation de combat mais n'attaquent pas,.

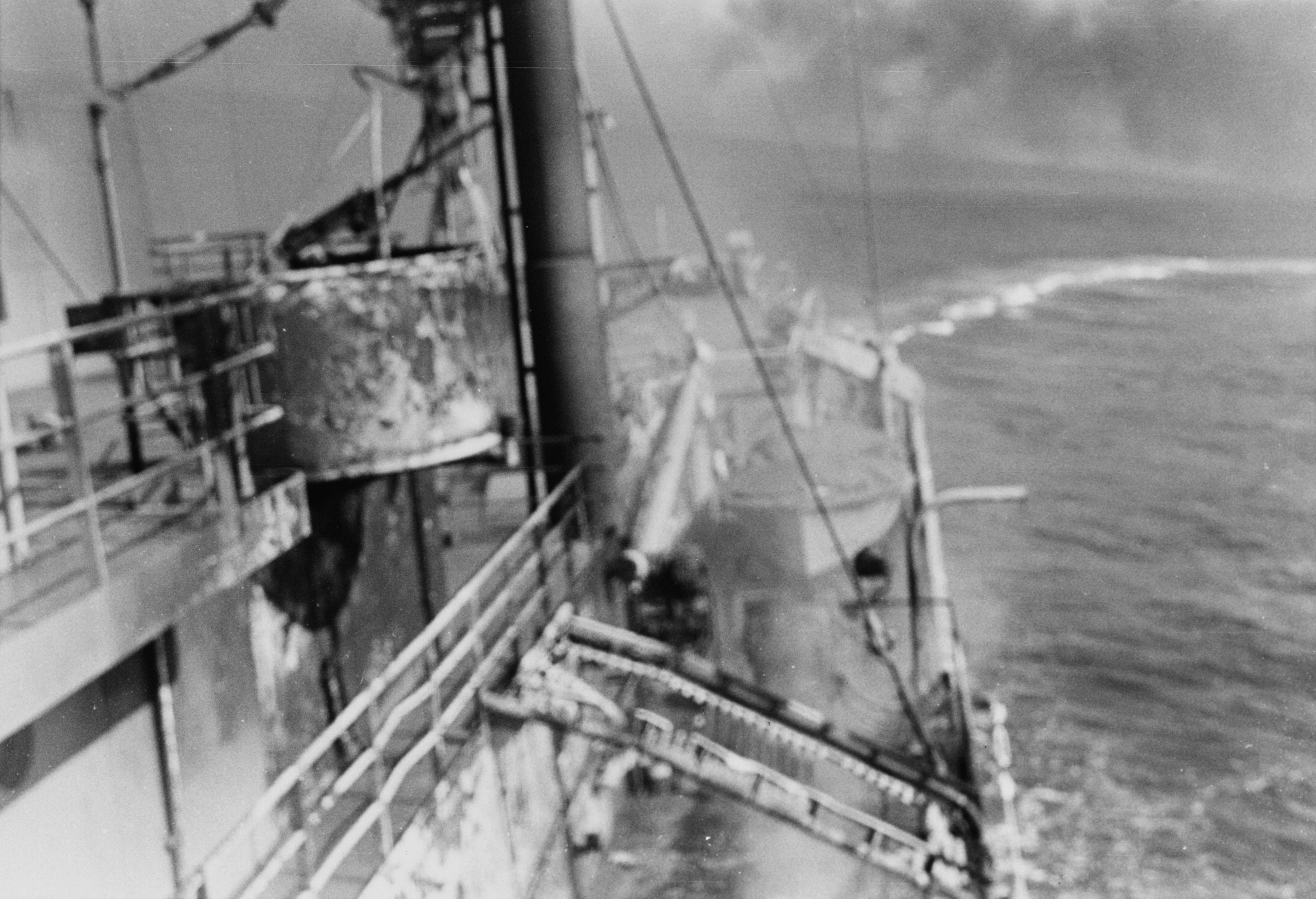
Le Liberty tourne pour éviter les vedettes-torpilleurs israéliennes

Les vedettes approchant à grande vitesse, le capitaine McGonagle ordonne à ses hommes de se placer derrière la mitrailleuse Mount 51 et d'ouvrir le feu:38. Cependant, il s'aperçoit que les navires semblaient arborer un pavillon israélien et « réalise qu'il y avait une possibilité que l'avion ait été israélien et que l'attaque ait été menée par erreur,:39 ». Le capitaine McGonagle donne alors l'ordre de ne pas ouvrir le feu à la mitrailleuse Mount 51, mais une courte rafale est néanmoins tirée en direction des torpilleurs avant que l'ordre ne parvienne:39. McGonagle observe que la mitrailleuse Mount 53 commença à tirer en direction du navire du milieu au même moment où la Mount 51 avait tiré, et que ces tirs avaient été « extrêmement efficaces et avaient atteint la zone où se trouvait le torpilleur du milieu,:39 ». La mitrailleuse Mount 53 était située au centre du navire, à tribord, derrière le poste de pilotage:16. McGonagle ne pouvait pas apercevoir ou « atteindre la Mount 53 depuis le côté bâbord du château,:39 ». Aussi, il « envoie Mr. Lucas à tribord du château, autour des lucarnes, pour voir s'il pouvait demander [au marin] Quintero, [qu'il] pensait être l'artilleur de la mitrailleuse 53, de retenir son feu,:39 ».
L'enseigne Lucas « rapportera quelques minutes plus tard qu'il n'avait vu personne à la Mount 53,:39 ». Lucas, qui avait quitté le poste de commandement pendant l'attaque aérienne et était revenu assister le capitaine McGonagle juste avant qu'une torpille ne touche le bâtiment:14 que le bruit de tir était dû à l'explosion de munitions, en raison de la chaleur dégagée par l'incendie:16. Avant cela, juste après qu'une torpille eut atteint le navire, Lucas avait donné l'autorisation à Quintero d'ouvrir le feu sur les vedette-torpilleurs avant que ce dernier ne soit chassé de son poste de combat par la chaleur de l'incendie:26,27. (McGonagle affirmera par la suite, devant la Commission d'enquête, qu'il s'agissait probablement des tirs « extrêmement efficaces » qu'il avait observé:49).
Alors qu'il faisait face à des tirs provenant du Liberty, le commandant Oren demande à plusieurs reprises la permission au quartier général de la Marine de riposter et le contrôleur naval en chef Izzy Rahav finira par lui accorder. Les tirs en provenance des vedettes israéliennes tuent le timonier du Liberty. Les vedette-torpilleurs tirent au total cinq torpilles en direction du Liberty. À 1235Z (14 h 35 heure locale) une torpille atteint la coque du Liberty sur le bâbord, créant un trou d'un diamètre de 40 pieds (12 m) au niveau de ce qui était anciennement la soute et qui avait été convertie en espace de recherche, tuant 25 militaires, appartenant presque tous à la section du renseignement, et en blessant des dizaines d'autres,. Il sera dit que la torpille avait frappé un cadre majeur de la structure de la coque qui a absorbé une grande partie de l'énergie ; des membres d'équipage affirment que si la torpille n'avait pas touché cette zone renforcée, le Liberty se serait brisé en deux et aurait coulé. Le Staff Sergeant de l'U.S. Marine Corps et spécialiste du russe, Bryce Lockwood dira par la suite : « Je ne pourrai jamais nier que Dieu maintient le Liberty à flot, » (trait d'esprit qui joue sur le nom du navire, Liberty signifiant « liberté »). Les quatre autres torpilles manquent leur cible.
Les vedettes-torpilleurs se rapprochent alors du Liberty et mitraillent sa coque avec leurs canons et leurs mitrailleuses. Selon les témoignages de certains marins américains, les vedettes israéliennes tirent en priorité sur les hommes occupés à éteindre l'incendie et sur les marins qui se préparant à lancer des radeaux de sauvetage. Un radeau de sauvetage qui avait été lancé depuis le Liberty sera récupéré par le T-203 avec des marquages indiquant qu'il appartenait à l'US Navy. Le T-204 fait le tour du Liberty et Oren aperçoit le numéro de coque GTR-5, mais toujours aucun pavillon. Il faudra attendre 15 h 30 pour que l'identité du navire soit établie. Peu de temps avant que l'identité du Liberty ne soit confirmée, l'USS Saratoga avait envoyé huit avions de chasse armés d'armes conventionnelles en direction du Liberty. Après que l'identité du navire eut été confirmée, l’état-major est averti et un message d'excuse est envoyé à l'attaché naval Castle. Les avions sont rappelés à bord du Saratoga.

### Suites de l'attaque

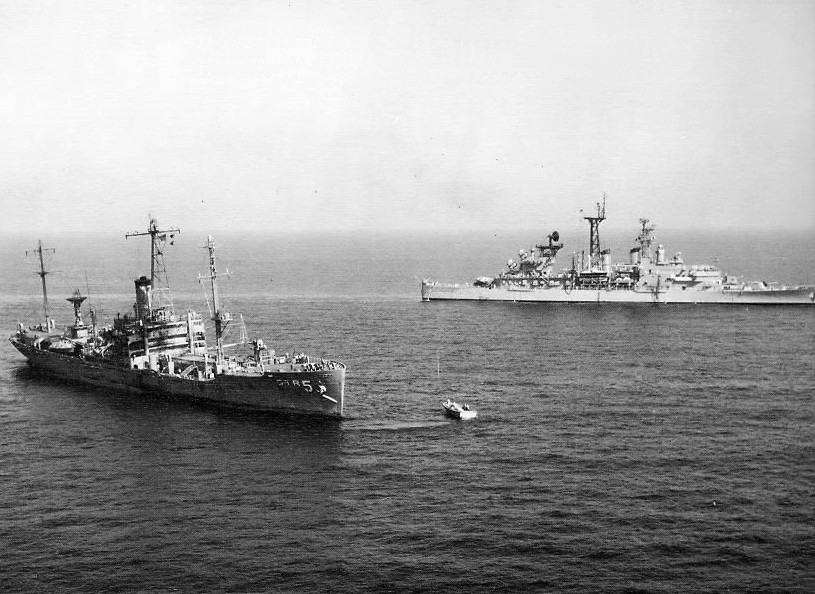
Le navire amiral de la VIe Flotte, l' aux côtés du Liberty

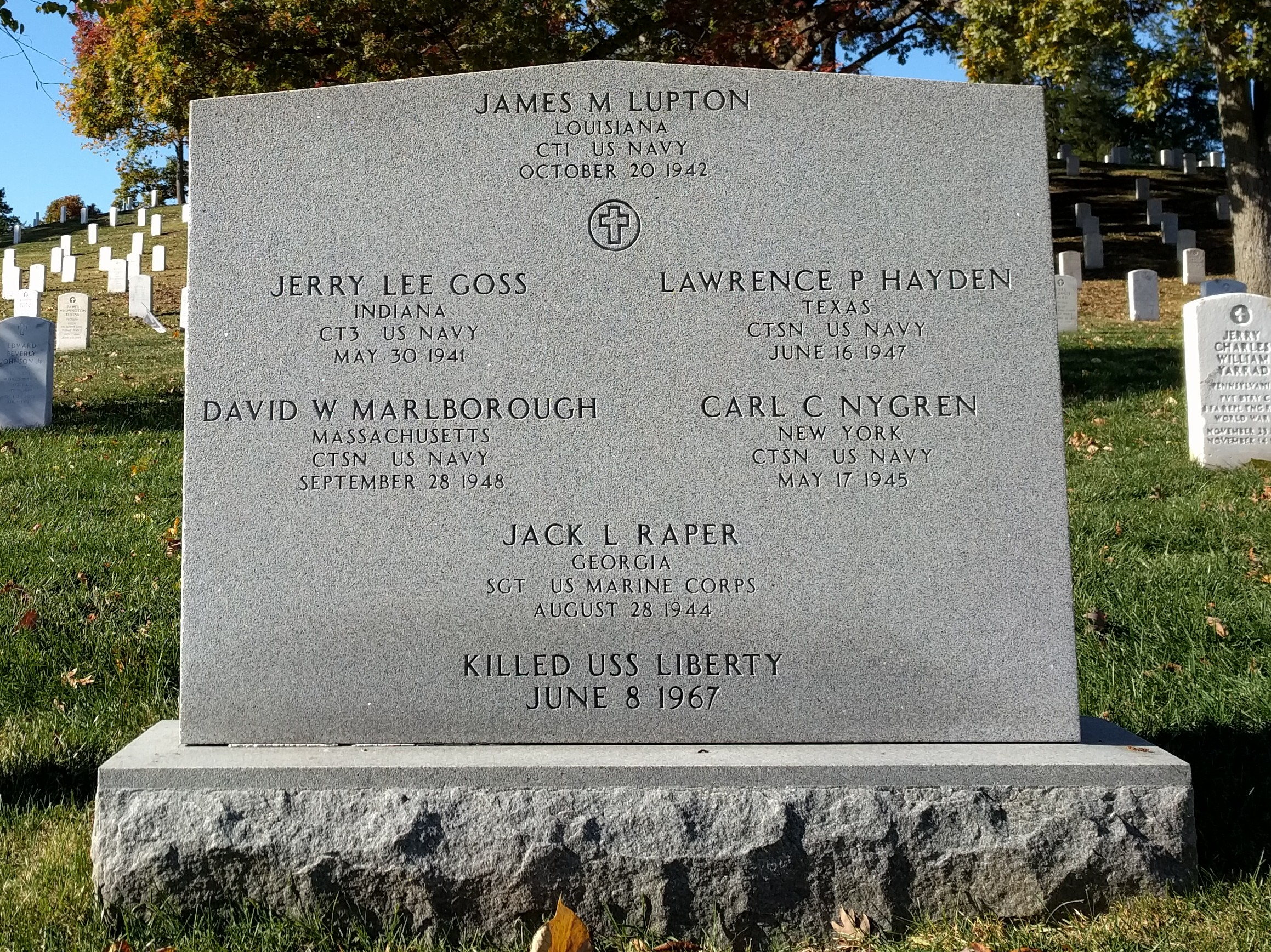

D'après les transcriptions des communications radio interceptées, publiées par la National Security Agency (NSA) américaine, vers 14 h 30, peu de temps avant l'attaque des vedettes-torpilleurs, deux hélicoptères des Forces aériennes israéliennes sont envoyés survoler le Liberty. Les hélicoptères arrivent sur zone vers 15 h 10, environ 35 minutes après que la torpille a frappé le navire. Au moment de son arrivée, un contrôleur basé à terre demande à l'un des pilotes d'hélicoptère de vérifier si le bâtiment arborait le drapeau des États-Unis. L'hélicoptère conduit une brève recherche de membres d'équipage du Liberty qui auraient pu tomber à l'eau pendant l'attaque aérienne. Aucun homme n'est aperçu à la mer. Les hélicoptères repartent vers 15 h 20.
Vers 16 h environ, deux heures après le début de l'attaque, Israël informe l'ambassade des États-Unis à Tel Aviv que ses forces militaires avaient attaqué par erreur un bâtiment de l'US Navy. Lorsqu'il est « confirmé que le navire était américain » les vedettes retournent sur zone pour offrir leur aide, vers 16 h 40 ; une aide qui sera refusée par le Liberty. Par la suite, Israël propose d'emmener l'attaché naval américain, le commander Castle, par hélicoptère à bord du navire (p. 32, 34).
À Washington, D.C., le président Lyndon B. Johnson est informé par le Joint Chiefs of Staff que le Liberty avait été torpillé par un navire non-identifié à 9 h 50 (heure de l'Est). Johnson pense immédiatement que les Soviétiques étaient impliqués dans l'attaque et appelle Moscou pour les informer de l'attaque et de l'envoi de chasseurs depuis le Saratoga. Il décide de ne pas faire de déclaration publique et délègue cette tâche à Phil G. Goulding, qui est alors assistant du secrétaire à la Défense pour les affaires publiques.
Peu de temps après, les Israéliens affirment qu'ils avaient attaqué le navire par erreur. L'administration Johnson fait part de sa « profonde consternation » à l'ambassadeur israélien Avraham Harman. Dans le même temps, des excuses officielles sont rapidement envoyées par le Premier ministre israélien Levi Eshkol, le Ministre des Affaires étrangères Abba Eban et le chargé d'affaires Efraim Evron. Dans les 48 heures, Israël propose d'indemniser les victimes et leur famille.
Bien que le Liberty ait subi d'importants dégâts lors de l'attaque, avec un trou de 12 m x 7,3 m dans sa coque et une quille tordue, l'équipage parvient à assurer sa flottabilité et le navire peut quitter la zone sans assistance extérieure. Le Liberty est rejoint par la suite par les destroyers USS Davis et USS Massey et par le croiseur USS Little Rock. Du personnel médical est transféré à bord du Liberty et il est escorté jusqu'à Malte, où il reçoit des réparations d'urgence. Lorsque ces réparations sont achevées en juillet 1967, le Liberty retourne aux États-Unis. Le bâtiment est retiré du service en juin 1968 et rayé du Naval Vessel Register. Le Liberty est transféré à l'United States Maritime Administration (MARAD) en décembre 1970 et vendu pour la ferraille en 1973.
Dès le départ, la réponse à donner à la version israélienne de l'erreur d'identification varie entre un franc scepticisme et une acceptation inconditionnelle au sein de l'administration à Washington. Une note envoyée à l'ambassadeur d'Israël le 10 juin, par le secrétaire Rusk déclare, entre autres choses : « Au moment de l'attaque, l’USS Liberty arborait le drapeau américain et son identification était clairement indiquée en grandes lettres et chiffres blancs sur sa coque. L'expérience montre qu'aussi bien le drapeau que le numéro d'identification du navire étaient facilement visibles depuis les airs. En conséquence, il y a tout lieu de croire que l’USS Liberty a bien été identifié, ou au moins sa nationalité déterminée, par l'aviation israélienne environ une heure avant l'attaque. … L'attaque ultérieure par les torpilleurs, bien après que le navire ait été ou aurait dû être identifié par les forces militaires israéliennes, témoigne d'un imprudent mépris pour les vies humaines,. »

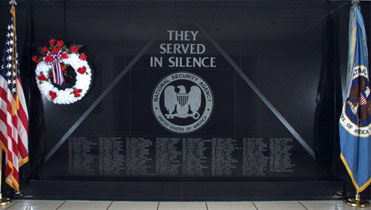
National Cryptologic Memorial de la NSA. Un grand nombre des noms sont ceux des victimes de l'attaque du 8 juin 1967

George Lenczowski note : « Il est significatif que, contrairement à son secrétaire d’État, le président Johnson ait pleinement accepté la version israélienne de l'incident tragique ». Il note également le fait que Johnson n'inclut qu'un petit paragraphe à propos du Liberty dans son autobiographie dans lequel il accepte l'explication israélienne d'« erreur » d'identification et minimise l'affaire en réduisant le nombre réel de morts et de blessés, en les abaissant respectivement de 34 à 10 et de 171 à 100. Lenczowski analyse cela de la façon suivante : « Il semble que Johnson cherchait davantage à éviter une possible confrontation avec l'Union soviétique qu'à réprimer Israël,. »
McGonagle reçoit la Medal of Honor, la plus importante distinction militaire, pour ses actions,. La Medal of Honor est généralement remise par le président des États-Unis à la Maison-Blanche,, mais elle est remise cette fois au Washington Navy Yard par le secrétaire à la Marine lors d'une cérémonie privée, rompant ainsi avec la tradition établie.
D'autres marins du Liberty reçoivent des décorations pour leur comportement pendant et après l'attaque, mais la plupart des citations accompagnant ces distinctions oublient de mentionner Israël comme étant l'auteur de l'attaque. Cependant, en 2009, la citation accompagnant la Silver Star remise à Terry Halbardier, qui brava le feu pour aller réparer une antenne endommagée et restaurer les moyens de communications du navire, mentionne Israël comme étant à l'origine de l'attaque.

### Indemnisations
En mai 1968, le gouvernement israélien verse la somme de 3 323 500 dollars (24,4 millions de dollars en 2025) en compensation aux familles des 34 personnes tuées dans l'attaque. En mars 1969, Israël verse 3 566 457 dollars à ceux qui avaient été blessés. Le 18 décembre 1980, Israël accepte de payer six millions de dollars pour mettre un terme final à l'incident et régler les 17 132 709 dollars de dégâts matériels infligés à l'USS Liberty majorés de treize ans d'intérêts.

## Enquêtes sur l’attaque

### Enquêtes du gouvernement américain

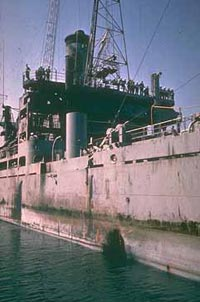
Trou causé par la torpille dans la coque du Liberty (côté bâbord).

Les enquêtes américaines, mémorandums, retranscriptions de dépositions et rapports d’experts au sujet de l’attaque du Liberty comprennent notamment les documents suivants :
- (en) Rapport de la Commission d’enquête de l’US Navy de juin 1967
- (en) Rapport du Comité des chefs d’état-major interarmées de juin 1967.
- (en) Mémorandums de la CIA de juin 1967
- (en) Rapport Clark Clifford de juillet 1967
- (en) Témoignage devant la Commission des Affaires étrangères du Sénat pendant les débats relatif au Foreign Aid Authorization bill de 1967 (juillet 1967)
- (en) Enquête du House Armed Services committee de 1971
- (en) Rapport de la NSA de 1981

Le rapport de la Commission d’enquête de l’US Navy contient les témoignages de quatorze membres d'équipage de l'USS Liberty et de cinq experts ; il produit des photographies des dégâts infligés par l'attaque, divers messages et mémorandums et propose des conclusions sur l'attaque. Les retranscriptions des témoignages révèlent « une enquête peu approfondie, parasitée par une myriade de désaccords entre le capitaine et son équipage, ». Quant aux conclusions le rapport indique, « la Commission n'a pas la responsabilité de se prononcer sur la culpabilité des agresseurs et aucun témoignage n'a été entendu [sur la version] de la nation attaquante », la Commission conclut que « les éléments disponibles coïncident pour indiquer… (que l'attaque était due) à une erreur d'identification ». En outre, la Commission souligne que « l'héroïsme démontré par le commandant, les officiers et les hommes du Liberty avait été exceptionnel ».
Les conclusions du rapport du Comité des chefs d’état-major interarmées portent uniquement sur les défaillances du système de communication associées à l'attaque du Liberty. Il ne porte pas sur la question de la culpabilité, ni ne contient de déclaration sur l'avis du Comité.
Les mémorandums de la CIA consistent en deux documents : le premier daté du 13 juin 1967 et le second du 21 juin 1967. Le mémorandum du 13 juin est un « récit des circonstances de l'attaque… compilé à partir de toutes les sources disponibles ». Le mémorandum du 21 juin est une analyse point par point de l'enquête israélienne. Il conclut que : « l'attaque n'a pas été perpétrée avec des intentions hostiles envers les États-Unis et elle l'a été par erreur, mais l'incapacité du quartier général des Forces de Défense d'Israël et l'avion attaquant à identifier le Liberty et l'attaque ultérieure par les torpilleurs ont été à la fois incongrus et révélateurs de graves négligences ».
Le rapport Clark Clifford consiste en une revue de « toutes les informations disponibles sur le sujet » et « s'intéresse à la question de la culpabilité d'Israël ». Le rapport conclut : « L'attaque non provoquée sur le Liberty constitue un acte flagrant de négligence grave pour lequel le Gouvernement israélien doit être tenu entièrement responsable et les militaires israéliens impliqués doivent être punis ».
Le compte-rendu des débats de la Commission des Affaires étrangères du Sénat contient les questions et déclarations de plusieurs sénateurs et les réponses fournies par le secrétaire à la Défense Robert McNamara à propos de l'attaque du Liberty, posées lors de séances préparatoires au vote du Foreign Aid Authorization bill. Pour la plupart, les sénateurs sont consternés par l'attaque, cette consternation s'exprime par la voix du Sénateur Bourke B. Hickenlooper : « De ce que j'ai lu, je ne peux pas croire un seul instant que [cette attaque] ait été un accident ». Il existe, en outre, la volonté d'obtenir davantage d'informations sur l'attaque, comme exprimé par le président de la Commission J. William Fulbright : « Nous avons demandé [le rapport d'enquête sur l'attaque] il y a environ deux semaines et nous ne l'avons pas encore reçu du secrétaire Rusk.… Lorsque nous le recevrons, nous serons passés à un autre sujet ». McNamara promet que le rapport d'enquête leur serait rapidement transmis (« vous l'aurez dans quatre heures »), et conclut ses remarques en déclarant : « je voudrais simplement insister sur le fait que le rapport d'enquête ne montre pas de preuve d'une intention délibérée d'attaquer un bâtiment des États-Unis, ».
Le rapport d'enquête du Comité des forces armées de la Chambre des représentants des États-Unis est intitulé, « Review of Department of Defense Worldwide Communications » [Examen des communications mondiales du département de la Défense]. Il ne s'agit pas d'une enquête centrée sur l'attaque du Liberty ; cependant, le rapport du Comité contient une section qui décrit les échanges de communications ayant eu lieu pendant l'attaque du Liberty.
Le NSA History Report est, comme son nom l'indique, un rapport historique qui cite le rapport de la Commission d’enquête de l’US Navy, plusieurs communiqués et memorandums gouvernementaux et des forces armées, ainsi que des témoignages. Le rapport s'achève par une section intitulée, « Unanswered Questions » [Questions en suspens], et ne fournit pas de conclusion quant à la culpabilité israélienne.
La Liberty Veterans Association (composée de vétérans du navire) affirme que les enquêtes du Congrès des États-Unis et les autres enquêtes menées dans le pays n'étaient pas des enquêtes sur l'attaque à proprement parler, mais davantage des rapports reprenant les éléments de la Commission d’enquête de l’US Navy ou des enquêtes centrées sur les questions de communications et éludant la question des responsabilités. De leur point de vue, la Commission d’enquête de l’US Navy est le seul organe à avoir mené une réelle enquête à ce jour. L'association regrette que cette enquête ait été menée à la hâte, en seulement dix jours, et ce malgré les déclarations initiales du président de la Commission, le contre-amiral Isaac C. Kidd, Jr., qui avait déclaré avant de commencer ses travaux qu'une telle enquête prendrait six mois pour être menée à bien. Le champ d'enquête de la Commission est limité à déterminer si des erreurs ou lacunes de la part de l'équipage du Liberty avaient contribué aux blessures et aux décès qui avaient résulté de l'attaque. D'après le compte-rendu des délibérations de la Commission d’enquête de l’US Navy, quatre jours ont été passés à recueillir les témoignages : deux jours pour ceux des quatorze survivants à l'attaque ainsi que des militaires de l'US Navy ayant été témoins des faits, et deux jours pour les témoignages de deux autres témoins experts de l'US Navy. Aucun témoignage de personnels israéliens impliqués ne sera réalisé.
Les National Archives à College Park dans le Maryland comprennent des copies des télégrammes envoyés par l'US Navy aux familles des membres d'équipage du Liberty. Ces télégrammes qualifient l'attaque d'accidentelle. Les télégrammes sont envoyés le 9 juin, un jour avant que la Commission d’enquête de l’US Navy ne rende son rapport.

### Enquêtes du gouvernement israélien
Deux rapports d'enquête israéliens et un rapport historique concluent que l'attaque sur le Liberty avait été menée à la suite de sa confusion avec un bâtiment égyptien et en raison de manquement dans les communications entre Israël et les États-Unis. Ces trois rapports israéliens sont :
- Rapport d'enquête sur le déroulement des faits du colonel Ram Ron (« Rapport Ram Ron » — juin 1967)[60] ;
- Enquête préliminaire par le juge d'instruction Yeshayahu Yerushalmi (en) (« Rapport Yerushalmi » — juillet 1967)[61]. (Arbitrage des accusations de négligences envers les Forces de Défense d'Israël) ;
- Rapport historique « The Liberty Incident » — rédigé par le département historique des Forces de Défense d'Israël (1982)[62].

Le rapport historique, reconnaît que le quartier général de la Marine israélienne avait connaissance au minimum trois heures avant l'attaque que le navire était « un bâtiment d'audio-surveillance électromagnétique de l'US Navy » mais conclut que cette information s'était tout simplement « perdue, n'avait jamais été transmise aux contrôleurs au sol qui supervisaient l'attaque aérienne ni aux équipages des trois torpilleurs israéliens ».
Le gouvernement israélien reconnaitra que trois erreurs cruciales avaient été commises : la réinitialisation du statut du navire (le retrait de la classification du navire en tant que navire américain, de telle sorte que l'équipe de contrôleurs ayant pris la relève ne disposait pas d'information sur son identification), l'identification erronée du navire comme étant un bâtiment égyptien et le défaut de notification des avions de chasse à informer le quartier général israélien des marques présentes à l'avant de la coque du navire (de telles marques n'auraient pas été présentes sur un bâtiment égyptien). À l'origine de ces erreurs, Israël évoque les conditions de stress et de fatigue de ses soldats à un moment du conflit où les pilotes étaient très sollicités.
Après avoir conduit sa propre enquête et avoir rassemblé un certain nombre d'éléments, le juge Yerushalmi déclare : « je n'ai pas mis au jour d'écart par rapport à une conduite raisonnable justifiant l'ouverture d'un procès pour quiconque ». En d'autres termes, il ne découvre aucune négligence commise par des militaires israéliens dans la conduite de l'attaque.

## Conséquences

### Réactions israélienne et américaine
Israël affirme que l'incident est dû à une mauvaise identification du navire et se justifie en relatant plusieurs versions.
Dans un premier temps, les Israéliens affirment avoir confondu le navire américain avec un destroyer égyptien, alors même que la confusion d'un destroyer pourvu de tourelles avec celles d'un navire espion semble peu probable par beau temps.
Dans un second temps, les Israéliens avancent une nouvelle hypothèse en affirmant avoir confondu le navire avec un bateau à vapeur égyptien utilisé pour le transport des chevaux, bien que ce dernier eut été deux fois moins long que le USS Liberty. Les Israéliens parlent ensuite de confusion avec un chalutier soviétique.
Par la suite, les Israéliens et les Américains lancent respectivement deux commissions d’enquête mais, fait exceptionnel, le Congrès américain se voit refuser l'enquête et le témoignage des marins américains est en partie tronqué.
De nombreuses voix aux États-Unis estiment que l'attaque était délibérée. Cette position est motivée par les multiples versions apportées par les Israéliens, par les nombreuses données recueillies, par les témoignages des survivants de l'attaque, et par la déclassification de documents top secret américains et israéliens. En effet, les officiers à bord du navire affirment que les conditions météorologiques étaient idéales le jour de l'incident, que la visibilité était parfaite et qu'un grand drapeau des États-Unis flottait sur le navire.
Plus contraignant, des enregistrements audio de l’armée de l'air israélienne déclassifiés laissent entendre un pilote de reconnaissance communiquer avec sa tour de contrôle, identifier le navire USS Liberty par ses initiales « C-T-R-5 » et être informé de l'identité non-équivoque du navire américain.
Les organisations pro-israéliennes présentes aux États-Unis, en ce compris l'AIPAC ou l'Anti-Defamation League font un lobbying intense auprès des médias américains en multipliant les lettres ouvertes affirmant l'innocence d'Israël.
Le Pentagone décrète un black-out médiatique de l'affaire, les membres de l’équipage sont menacés de prison s’ils relatent les évènements, et le président américain Lyndon Johnson aurait déclaré que « peu [lui] importait que le navire coule, il ne mettrait pas ses alliés dans l’embarras ». Une note de l'ambassade des États-Unis au Caire vers le département d'État datée du jour même de l'attaque confirme la fragilité de la version officielle des États-Unis.

### Conclusions
Même si les États-Unis n'acceptèrent jamais officiellement les explications israéliennes, l'affaire est très vite close malgré les protestations des victimes survivantes qui reçoivent de la part d'Israël une indemnité de six millions de dollars pour couvrir les dégâts matériels et physiques.

### Motifs de l'attaque
De nombreuses théories ont été avancées pour expliquer cette attaque.
Pour l'historien français Henry Laurens, aucune explication définitive ne peut être donnée actuellement, le plus probable, au regard des conditions d'engagement de l'armée israélienne, est que cette dernière n'a pas cherché à identifier le navire perçu comme une menace.
Une des explications avancées est que les Israéliens s’apprêtaient à déplacer leurs troupes pour attaquer les Égyptiens mais que le navire espion aurait pu informer les États-Unis des mouvements, les Américains auraient alors pu faire pression sur Israël en menaçant de prévenir les Égyptiens.
En novembre 2001, le mensuel Le Monde diplomatique publie un article de l'écrivain et journaliste néo-zélandais Nicky Hager, affirmant que l'attaque pourrait avoir eu pour objectif « d’empêcher la collecte d’informations sur les crimes de guerre commis dans la ville égyptienne d’El-Arish - située à 20 km - où des soldats israéliens fusillaient arbitrairement des centaines de civils et de prisonniers ligotés. »
En 2002, Dead in the Water, un documentaire de la BBC, suggère qu'il pourrait s'agir d'une attaque sous fausse bannière (« false flag »). Il s'agirait en effet pour les Israéliens de simuler une agression égyptienne qui aurait poussé l’entrée en guerre des États-Unis aux côtés d’Israël et aurait donné lieu en 1969 à un accord secret entre les deux pays, le premier reconnaissant au second le droit de posséder l'arme nucléaire. Cette version expliquerait l'acharnement à couler le navire et à ne laisser aucun survivant.

## Traduction
1. ↑  En anglais : No request for info on U.S. ships operating off Sinai was made until after Liberty incident.
2. ↑  En anglais : Had Israelis made such an inquiry it would have been forwarded immediately to the chief of naval operations and other high naval commands and repeated to dept [Department of State]
3. ↑  En anglais : Liberty is a clearly marked United States ship in international waters, not a participant in the conflict and not a reasonable subject for attack by any nation. Request denied.
4. ↑  En anglais : Under attack by unidentified jet aircraft, require immediate assistance.
5. ↑  En anglais : the latter moments of the air attack, it was noted that three high speed boats were approaching the ship from the northeast on a relative bearing of approximately 135 [degrees] at a distance of about 15 [nautical] milles. The ship at the time was still on [westward] course 283 [degrees] true, speed unknown, but believed to be in excess of five knots.
6. ↑  En anglais : believed that the time of initial sighting of the torpedo boats… was about 14:20
7. ↑  En anglais : boats appeared to be in a wedge type formation with the center boat the lead point of the wedge. Estimated speed of the boats was about 27 to 30 knots
8. ↑  En anglais : appeared that they were approaching the ship in a torpedo launch attitude.
9. ↑  En anglais : although this was difficult due to the billowing clouds of smoke that enveloped the vessel ; only her bow, part of her bridge and the tip of her mast could be discerned.
10. ↑  En anglais : realized that there was a possibility of the aircraft having been Israeli and the attack had been conducted in error.
11. ↑  En anglais : extremely effective and blanketed the area and the center torpedo boat.
12. ↑  En anglais : get to mount 53 from the starboard wing of the bridge.
13. ↑  En anglais : sent Mr. Lucas around the port side of the bridge, around to the skylights, to see if he could tell [Seaman] Quintero, whom [he] believed to be the gunner on Machine gun 53, to hold fire.
14. ↑  En anglais : reported back in a few minutes in effect that he saw no one at mount 53.
15. ↑  En anglais : I would never deny that it was God that kept the Liberty afloat!
16. ↑  En anglais : strong dismay
17. ↑  En anglais : At the time of the attack, the USS Liberty was flying the American flag and its identification was clearly indicated in large white letters and numerals on its hull. … Experience demonstrates that both the flag and the identification number of the vessel were readily visible from the air…. Accordingly, there is every reason to believe that the USS Liberty was identified, or at least her nationality determined, by Israeli aircraft approximately one hour before the attack. … The subsequent attack by the torpedo boats, substantially after the vessel was or should have been identified by Israeli military forces, manifests the same reckless disregard for human life.
18. ↑  En anglais : It was significant that, in contrast to his secretary of state, President Johnson fully accepted the Israeli version of the tragic incident.
19. ↑  En anglais : It seems Johnson was more interested in avoiding a possible confrontation with the Soviet Union,… than in restraining Israel.
20. ↑  En anglais : a shallow investigation, plagued by myriad disagreements between the captain and his crew.
21. ↑  En anglais : It was not the responsibility of the court to rule on the culpability of the attackers, and no evidence was heard from the attacking nation
22. ↑  En anglais : available evidence combines to indicate… (that the attack was) a case of mistaken identity.
23. ↑  En anglais : heroism displayed by the Commanding Officer, officers and men of the Liberty was exceptional.
24. ↑  En anglais : account of circumstances of the attack… compiled from all available sources.
25. ↑  En anglais : The attack was not made in malice toward the U.S. and was by mistake, but the failure of the IDF Headquarters and the attacking aircraft to identify the Liberty and the subsequent attack by torpedo boats were both incongruous and indicative of gross negligence.
26. ↑  En anglais : The unprovoked attack on the Liberty constitutes a flagrant act of gross negligence for which the Israeli Government should be held completely responsible, and the Israeli military personnel involved should be punished.
27. ↑  En anglais : From what I have read I can't tolerate for one minute that this [attack] was an accident.
28. ↑  En anglais : We asked for [the attack investigation report] about two weeks ago and have not received it yet from Secretary Rusk. … By the time we get to it we will be on some other subject.
29. ↑  En anglais : …you will have it in four hours.
30. ↑  En anglais : I simply want to emphasize that the investigative report does not show any evidence of a conscious intent to attack a U.S. vessel.

### Sources et bibliographie
- (en) James Bamford, Body of Secrets, Doubleday, 2001, 721 p. (ISBN 0-385-49907-8).
- (en) William D. Gerhard et Henry W. Millington, « Attack on a SIGINT Collector, the USS Liberty », NSA History Report, U.S. Cryptologic History series, National Security Agency,‎ 1981 (lire en ligne [PDF])en partie déclassifié en 1999 et 2003.
- (en) James Scott, The Attack on the Liberty : The Untold Story of Israel's Deadly 1967 Assault on a U.S. Spy Ship, Simon & Schuster, 2009, 374 p. (ISBN 978-1-4165-5482-0, lire en ligne)
- (en) James M. Ennes Jr., Assault on the Liberty : The True Story of the Israeli Attack on an American Intelligence Ship, New York, Ballantine Books, 1987 (ISBN 0-9723116-0-2, présentation en ligne)
- Nicolas de Poli, L'USS Liberty, accident, ou attaque délibérée?, 1999

### Documentaires
- (en) Special Series - The Day Israel Attacked America. Documentaire de Aljazeera English, 45 minutes.
- (en) USS Liberty: Dead in the Water Documentaire de la BBC, 68 minutes, 2002.

### Documents
- (en) Report of War Crimes Committed Against US Personnel - Rapport de l'association des vétérans de l'USS Liberty
- (en) The Israeli Attack on the USS Liberty (pdf, 15 pages) - Rapport de la CIA du 13 juin 1967 - Déclassifié en juin 2006
- (en) U.S.S. Liberty [PDF] - Liste de documents déclassifiés en 2003 et en 2007 de la NSA sur l'USS Liberty
- (en) Itemised cost of repairs to the USS Liberty (pdf, 67 pages) - Rapport de l'US Navy sur le prix des dommages infligés au navire
- (en) « Rapport israélien du Colonel Ram Ron », 1967, p. 17
- (en) Yerushalmi Report (pdf, 19 pages) - Rapport israélien du juge Yerushi (1967)